# Chiese di San Severo

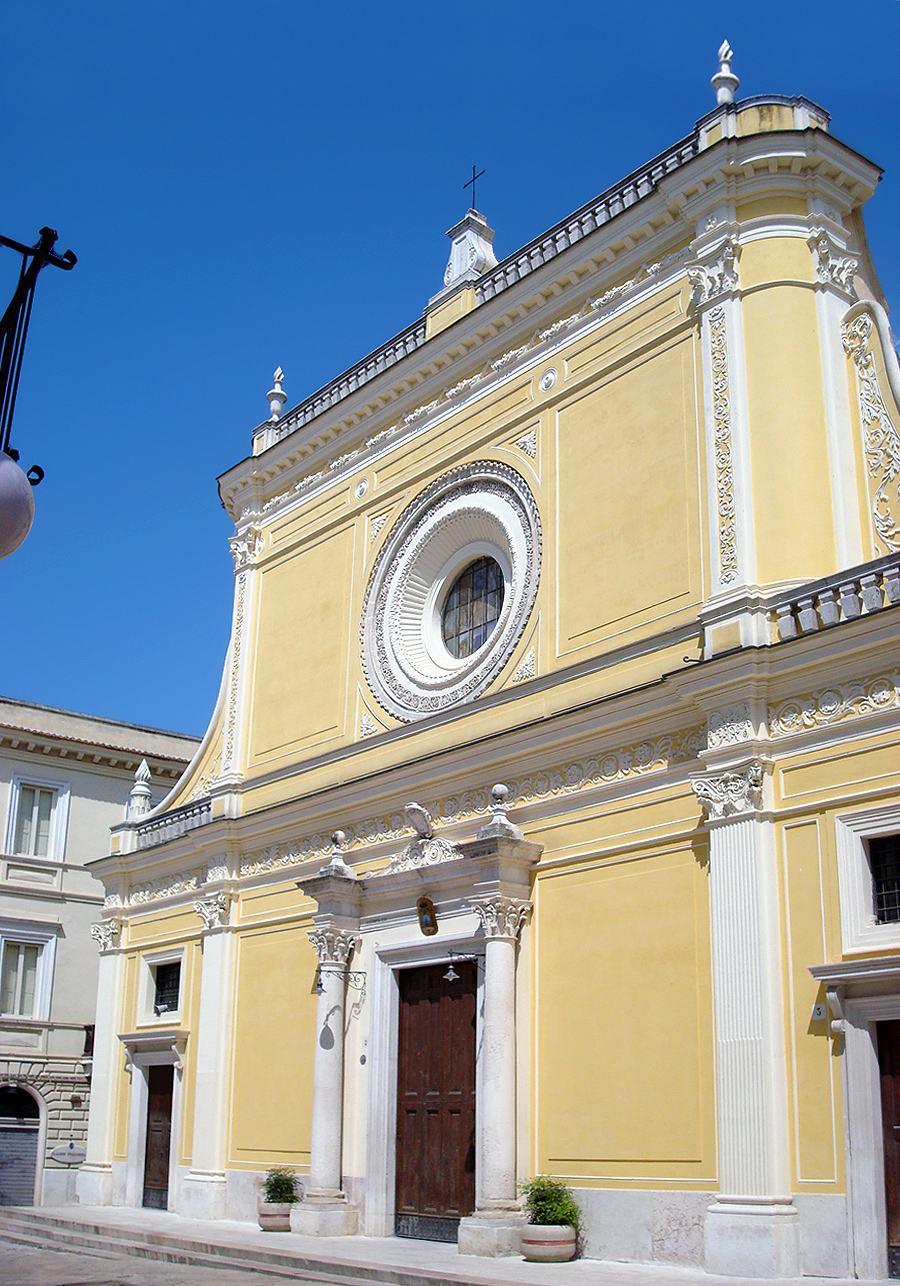
Cattedrale di San Severo

San Severo, città d'arte e località-simbolo del barocco nella Puglia settentrionale, conta diciotto chiese storiche. Tre di queste sono monumenti nazionali.

## Monumenti nazionali
- Chiesa matrice e arcipretale di san Severino abate
- Chiesa di San Lorenzo delle Benedettine
- Chiesa di Santa Maria della Pietà

## La Cattedrale e le altre arcipretali
- Cattedrale di Santa Maria Assunta
- Chiesa di San Nicola
- Chiesa di San Giovanni Battista

## Il santuario
- Santuario della Madonna del Soccorso

## Le altre chiese

### Parrocchiale di Santa Croce
Popolarmente nota col titolo di Croce Santa, era grancia della Cattedrale. Attestata nel XIII secolo col titolo di san Simone, sede nel XVI e XVII secolo dei rocchettini e più volte rimaneggiata, è stata elevata a chiesa parrocchiale il 1º maggio 1927. Nel 1939 fu ampliata, prolungando il presbiterio. 
L'esterno risale al Settecento e presenta un campanile con cupoletta rivestita di maioliche. All'interno è presente la statua lignea di san Rocco, opera di Gregorio Palmieri (1770), e la settecentesca cona d'altare, marmorea, della Madonna della Sanità, proveniente dalla chiesa di sant'Agostino. Nella moderna cripta, inoltre, si conserva una Pietà lapidea del XV secolo, posta a coronamento del sepolcro del servo di Dio mons. Felice Canelli (1880-1977), la cui causa di beatificazione ha avuto inizio il 25 marzo 2009.

### Parrocchiale della Madonna delle Grazie
La chiesa della Madonna delle Grazie fu edificata prima del XVI secolo, era grancia di San Severino. Nel 1606 fu affidata ai padri cappuccini, che la tennero fino al 1866 e poi dal 1934. L'attuale struttura architettonica neobarocca, a croce latina con due navate laterali, risale ai lavori di ristrutturazione compiuti tra il 1852 e il 1881. Nel 1937 fu elevata a chiesa parrocchiale e, per l'occasione, fu dotata di una nuova facciata di gusto neoromanico. Negli anni settanta l'interno, già rimaneggiato nel 1942, fu pesantemente semplificato, distruggendosi gran parte delle decorazioni pittoriche e a stucco e riducendo l'altare maggiore in marmi policromi (1872) alla sola mensa. Restaurata nel 1998, la chiesa conserva un dipinto settecentesco della Crocifissione, la statua della Madonna delle Grazie (1838) e quella di san Leonardo, di Gregorio Palmieri (1780).

### Parrocchiale di Santa Maria della Libera e San Sebastiano
Popolarmente nota come chiesa del Rosario, fu edificata a spese della municipalità per ringraziare san Sebastiano, patrono secondario della città, che aveva liberato San Severo dalla peste nel XIV secolo. Divenne sede dei padri domenicani nel 1564. I padri vi istituirono la congregazione del Rosario e vi portarono il culto della Madonna della Libera. Distrutta dal terremoto del 1627, la chiesa fu riedificata. Soppresso il convento domenicano nel 1652, il tempio fu poi servito da una nuova Arciconfraternita del Rosario, che dopo il 1730 lo ampliò e lo arricchì di arredi, quadri e statue barocchi. 
Nel 1851 l'Arciconfraternita si trasferì nella chiesa della Trinità, portando con sé gran parte delle statue lignee di sua pertinenza, e nella chiesa presero stanza le suore di santa Filomena e dell'Addolorata, che vi rimasero fino al 1913. Il 7 ottobre 1946 fu elevata a parrocchia e negli anni successivi fu ristrutturata, perdendo la più gran parte della decorazione settecentesca. La facciata è stata completamente rifatta nel 1968, mentre al 1975 risale la porta bronzea, opera di Ernesto Lamagna. All'interno si conserva l'altare maggiore settecentesco in marmi policromi (parzialmente smembrato), alcuni dipinti di varia epoca e diverse statue lignee, tra cui la Madonna della Libera di Giuseppe d'Onofrio (1816).
Era grancia di San Giovanni Battista.

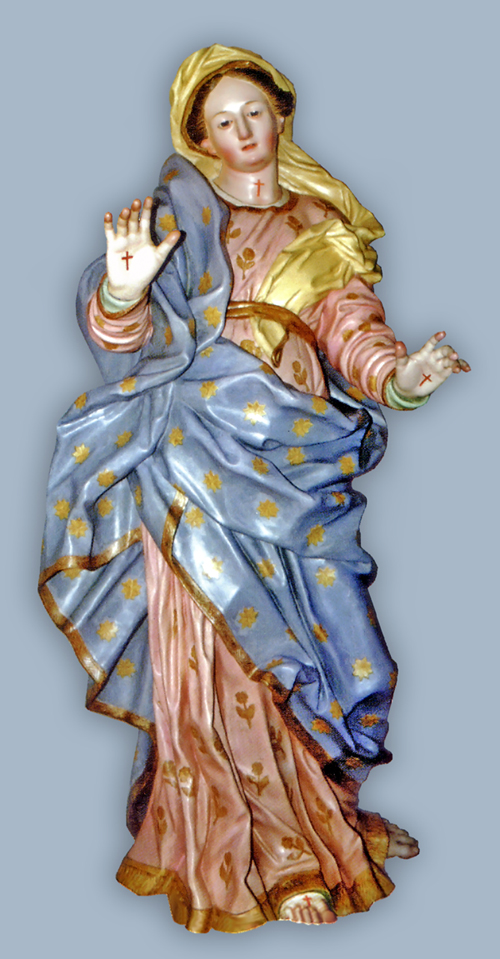
La Madonna della Libera

### Sant'Antonio Abate
Di origini tardomedievali e inizialmente dedicata alla Madonna della Neve, fu riedificata - a seguito del terremoto del 1627 - solo nel 1660. Ristrutturata nell'Ottocento e nel primo Novecento, conserva diverse sculture lignee, tra cui la statua del santo titolare, opera di Arcangelo Testa, racchiusa in una cona marmorea del 1921. Dello stesso anno è l'altare del Cuore di Gesù, opera di Severino Leone, eretto a memoria dei caduti di tutte le guerre.
È grancia della Cattedrale e sede dell'Arciconfraternita di Sant'Antonio Abate.

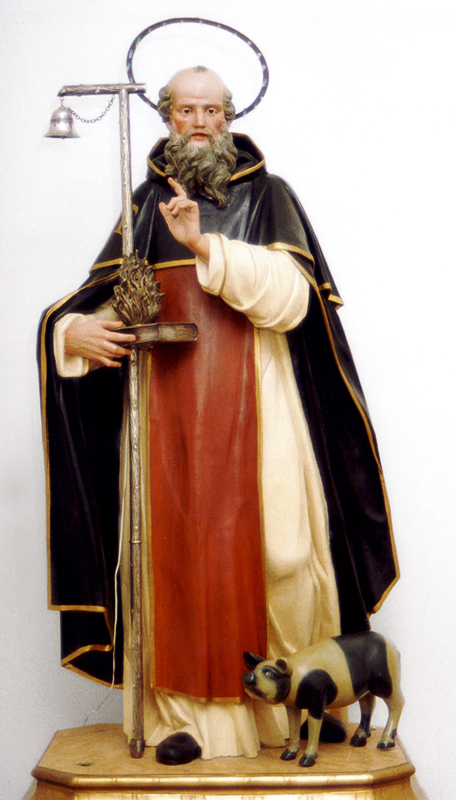
Statua del santo

### San Francesco dei Conventuali
Radicalmente ristrutturata ai primi del Novecento, la chiesa presenta una facciata secentesca, collegata al monastero dei francescani, oggi sede del Museo civico. All'interno del tempio si ammirano cinque altari con tarsie del primo Settecento e dipinti barocchi di Sei e Settecento, tra cui una Deposizione di Alessio d'Elia. L'attuale soffitto è stato dipinto nei primi anni del Novecento dall'artista sanseverese Ferruccio Gervasio. Alle spalle dell'altare maggiore è situata una porta con mostra in marmi policromi (sec. XVIII) che introduce alla sacrestia.
Grancia di San Severino, è attualmente chiusa al culto.

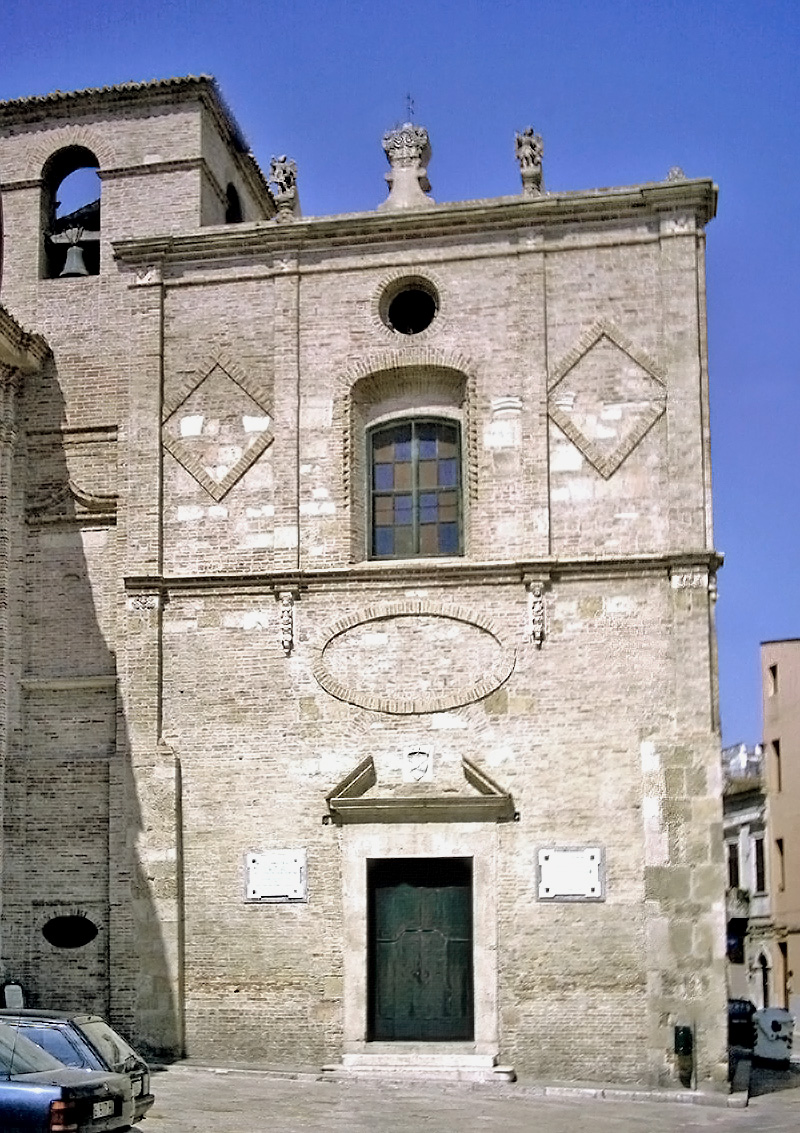
La facciata
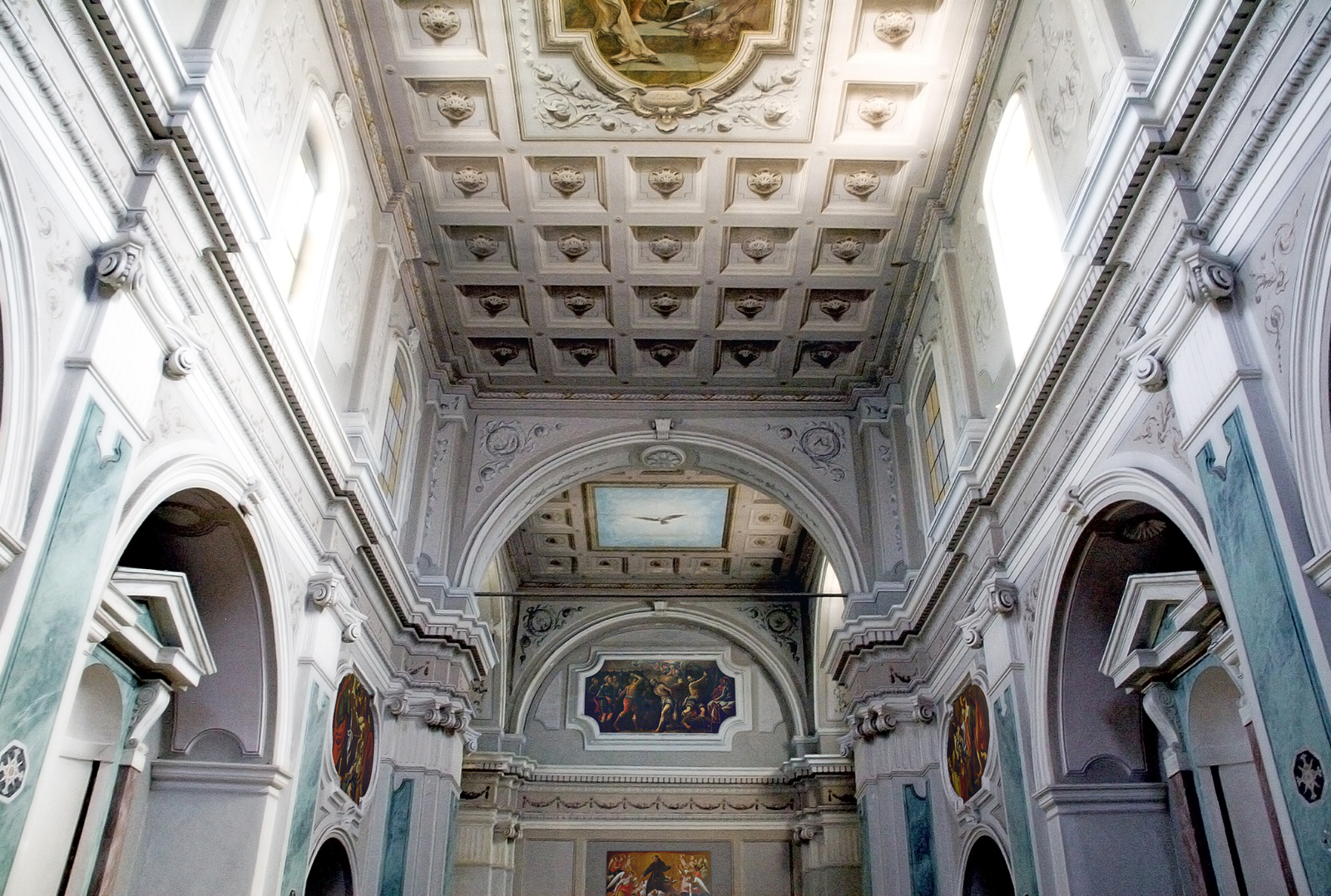
L'interno

### Santa Lucia
La chiesa ha un facciata settecentesca e interni barocchi con pianta che simula una croce latina in una successione di spazi ritmati, decorati con stucchi della scuola di Vaccaro. Sul portale, all'interno, è presente un organo positivo del primo Settecento. Sono conservate le statue lignee tardobarocche dell'Addolorata e sant'Anna, entrambe di Giuseppe d'Onofrio, e di san Michele Arcangelo (1846). Più tarda è la statua della titolare, collocata in una cona neogotica di primo Novecento. Il Cristo morto, invece, era originariamente un crocifisso, opera di Pietro Palmieri (1790), alterato nelle forme attuali alla fine dell'Ottocento. In cartapesta è la statua novecentesca di sant'Elena. Nell'abside è il coro ligneo (secolo XVIII), con ricco stallo priorale, e quel che resta dell'altare maggiore in marmi policromi (1732), acquistato e trasferito dalla chiesa della Pietà nel 1772.
È grancia della Cattedrale e sede della confraternita del SS. Sacramento, tra le più antiche della città.

### Santa Maria del Carmine
Ricostruita e ampliata a più riprese, la chiesa carmelitana, originariamente dedicata alla santa Croce (Santa Croce al Mercato), si mostra attualmente tardobarocca. La facciata settecentesca in pietra calcarea e intonaco, con le statue di san Michele e dell'Angelo Custode e un fastigio floreale, è un lavoro di maestranze locali. La cupola maiolicata, con slanciato tamburo a pianta ottagonale, è decorata a stucco.
All'interno, con pianta a croce latina e unica navata, è presente l'altare maggiore, progettato e realizzato da Michele Salemme tra il 1786 e il 1787 (sotto la direzione del Regio ingegnere Salvatore Lanzella), che in una cona marmorea custodisce la statua lignea della Vergine titolare, realizzata dai fratelli Michele e Gennaro Trillocco (1790) su modello di Giuseppe Sanmartino. Nel cappellone di santa Teresa d'Avila, a destra, è situato un altare settecentesco napoletano. A sinistra, invece, è collocato un coro ligneo del Settecento, oggetto di rimaneggiamenti successivi. 
Decorano il tempio i dipinti liberty di Mario Borgoni (angeli nella cupola, evangelisti nei pennacchi, santi carmelitani negli intradossi degli archi, l'apparizione della Madonna del Carmine a san Simone Stock nell'abside e sant'Antonio in estasi nel cappellone, questi ultimi ispirati a opere di Giambattista Tiepolo), il pulpito mobile di fine Ottocento, l'organo a canne neobarocco (strumento di Pasquale d'Onofrio, 1839), tele secentesche e settecentesche, la statuaria di varia epoca (assai pregevoli sono il San Francesco di Paola, legno policromo del 1768 e la coeva Santa Lucia) e quel che resta degli stucchi rococò di scuola lombarda, in gran parte distrutti nei primi anni del Novecento. Il soffitto a cassettoni lignei, che ha sostituito il cassettonato settecentesco, è opera dello scultore sanseverese Antonio D'Amico (1968).
È grancia di San Severino e sede dell'Arciconfraternita del Carmine e del Terz'Ordine Carmelitano.

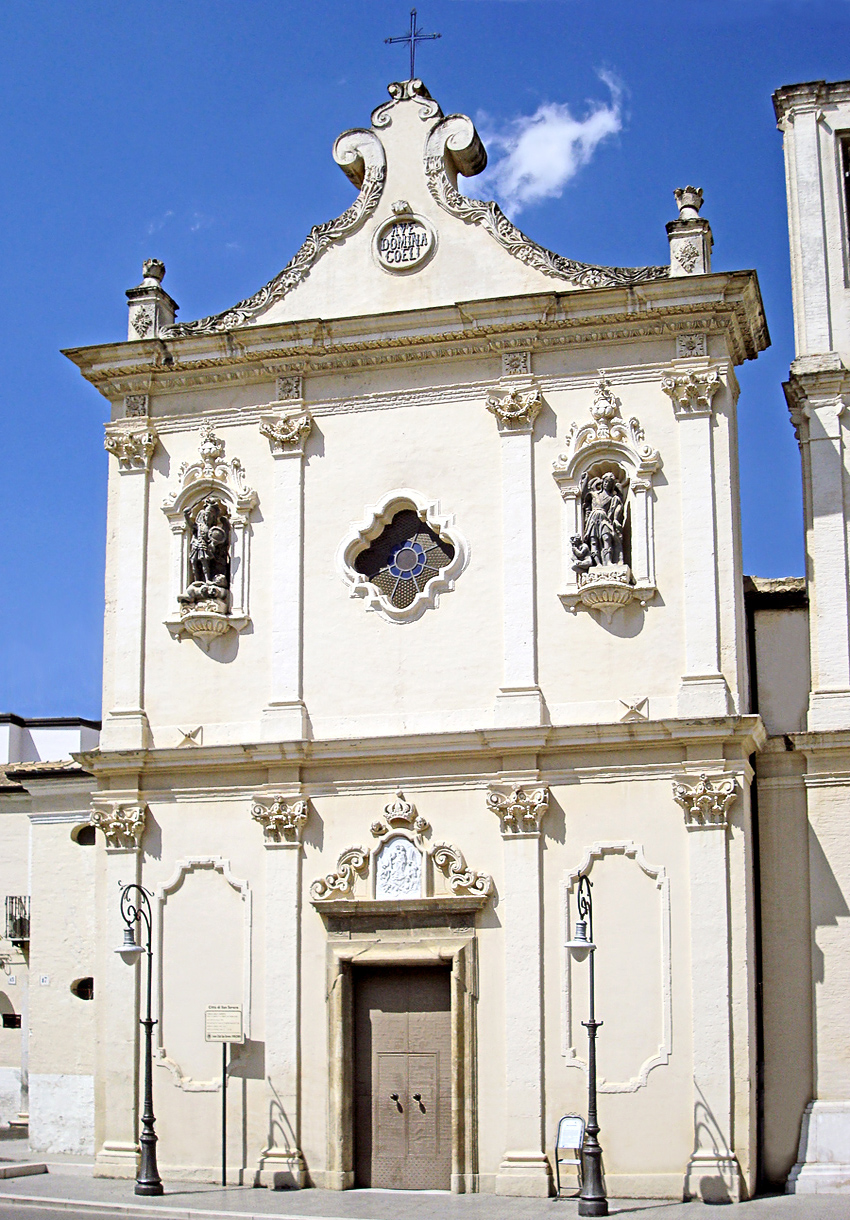
La facciata
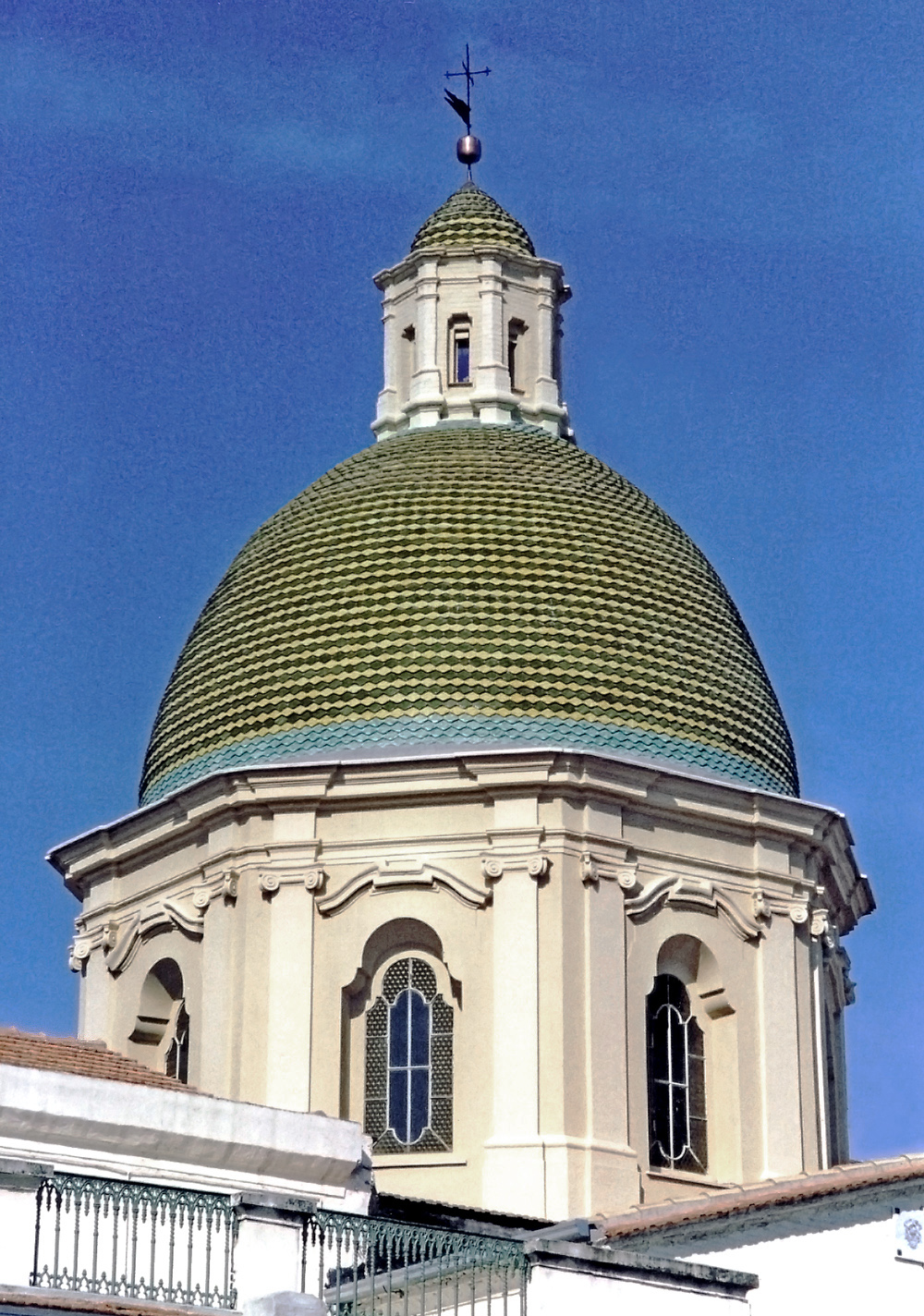
La cupola
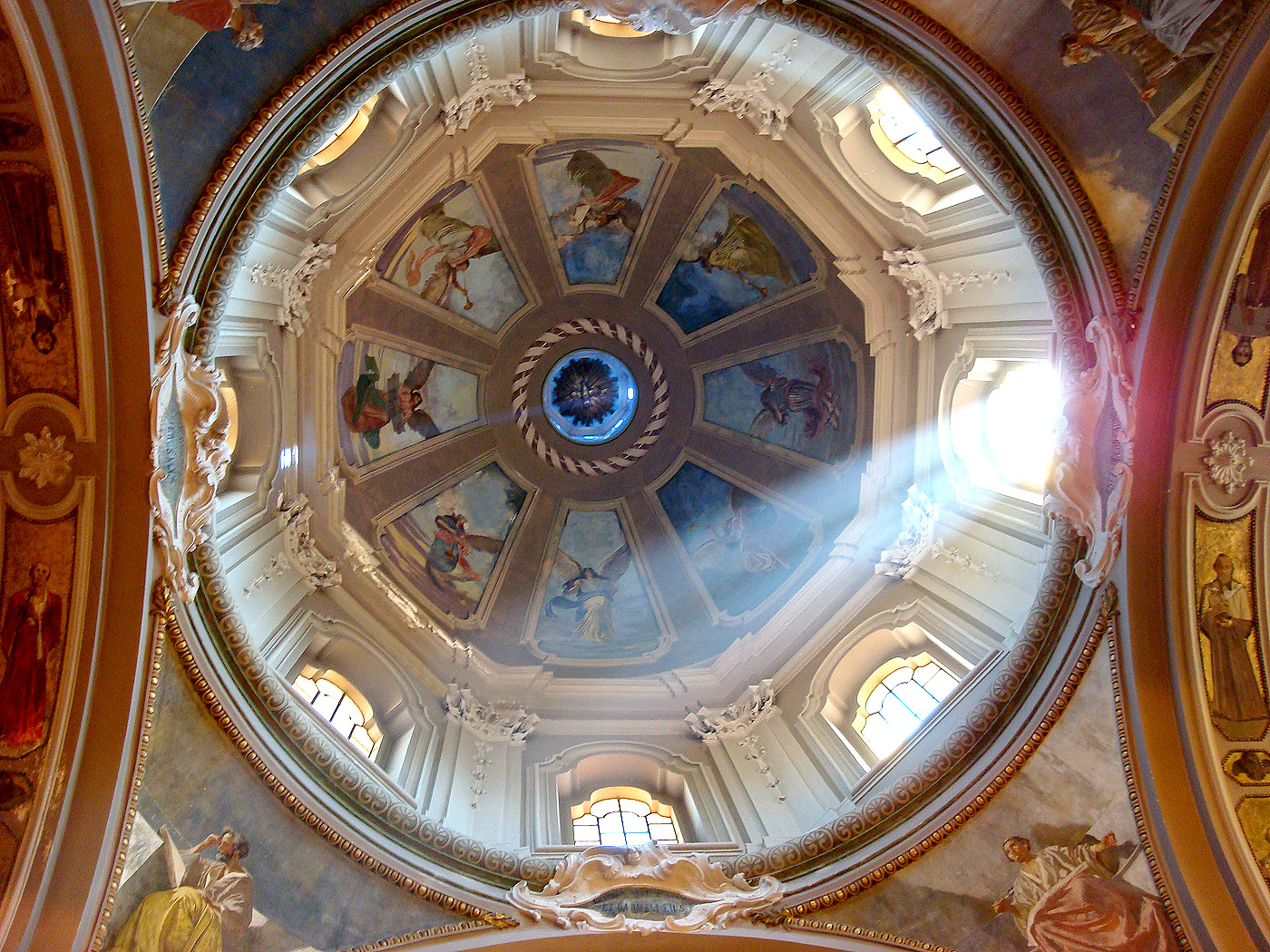
La cupola
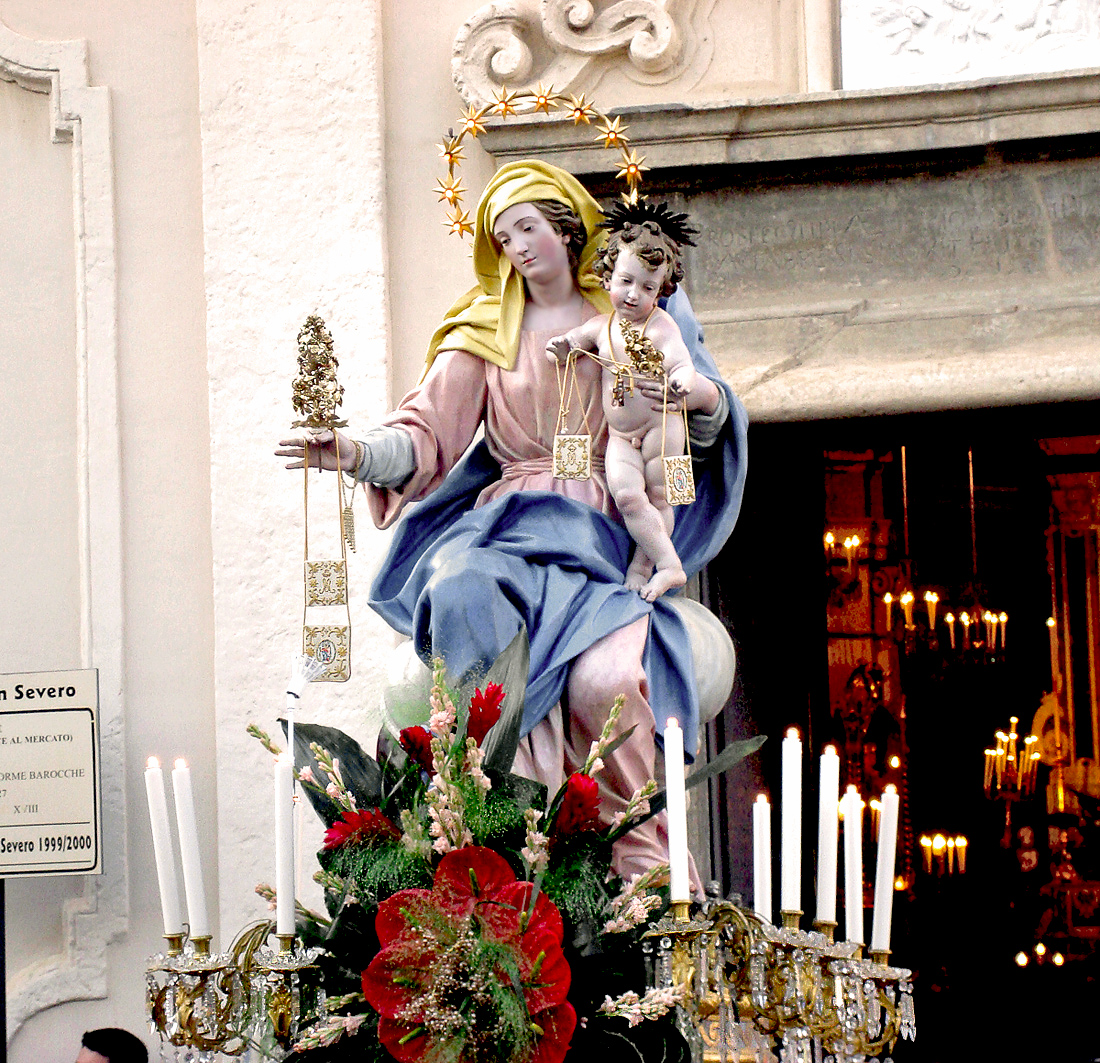
La Madonna del Carmine

### Santa Maria di Costantinopoli
Detta anche dei Cappuccini e della Madonna degli Angeli. Annessa al convento dei padri cappuccini, fondato sul principio del Seicento, vanta un polittico tardo-rinascimentale di Ippolito Borghese. L'altare maggiore in marmi policromi, oggi ridotto alla sola mensa, fu consacrato nel 1780. Oltre al ciborio barocco, in legno scolpito e intarsiato, sono presenti il crocifisso barocco e le statue lignee di san Francesco d'Assisi e di san Felice da Cantalice.
È grancia di Santa Maria delle Grazie e sede del Terz'Ordine Francescano.

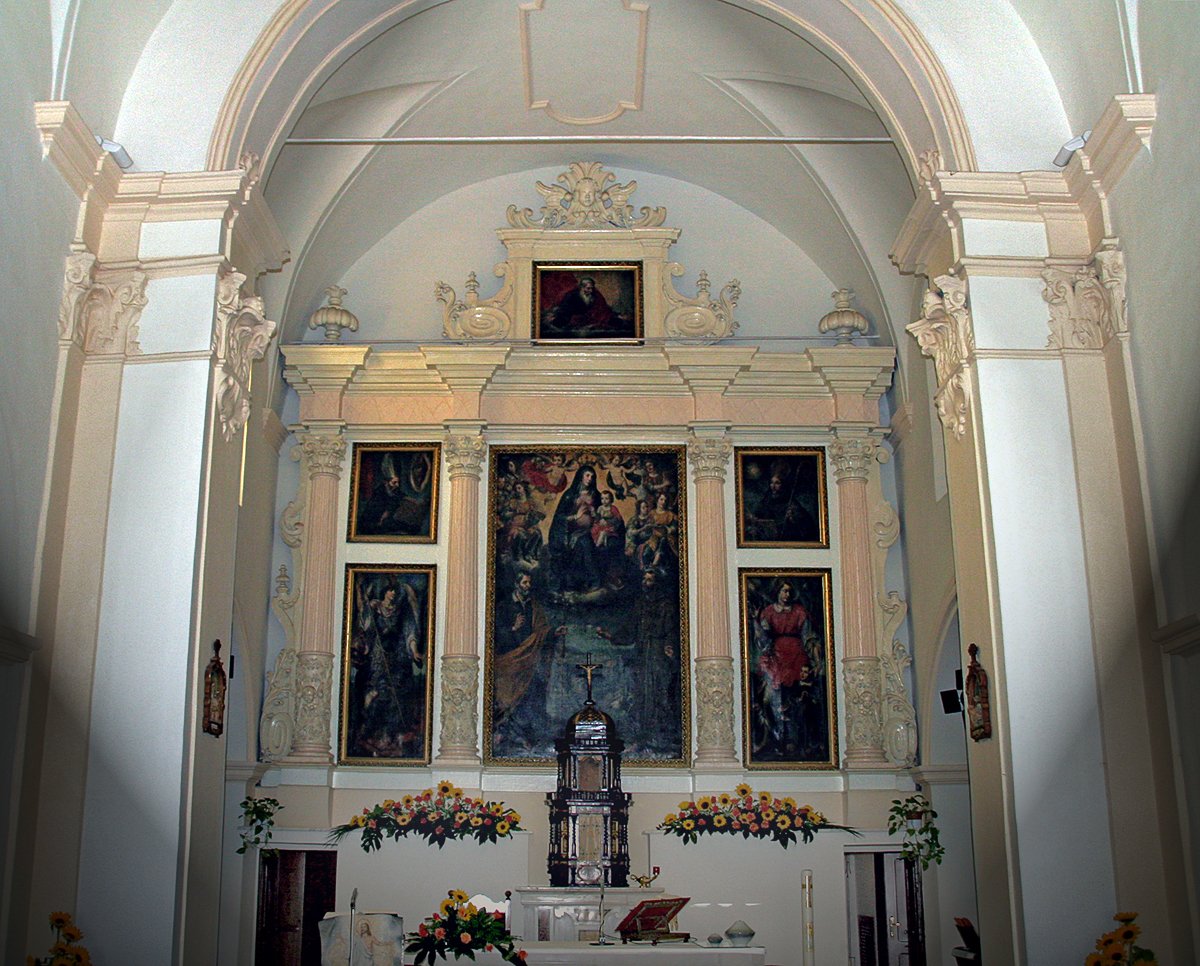
L'interno
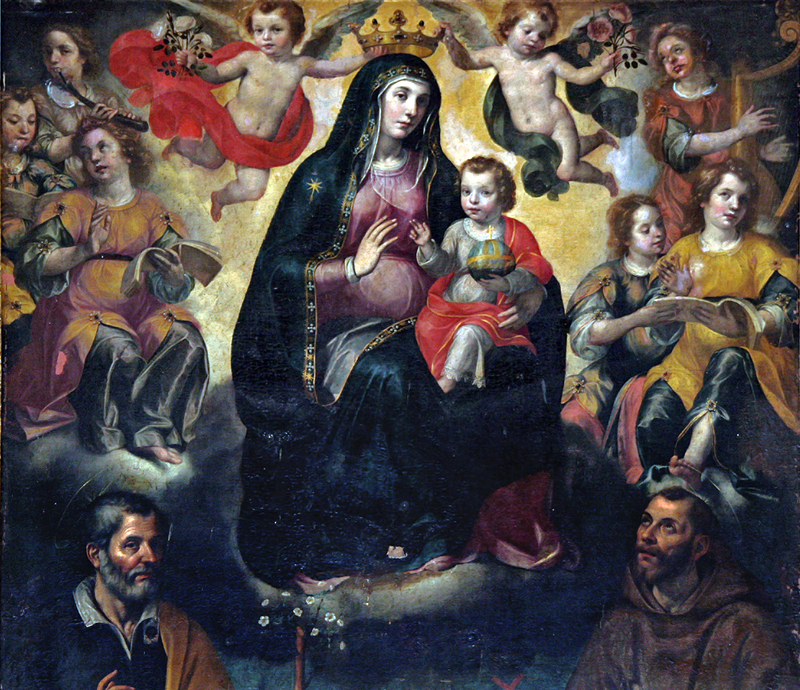
La Vergine di Costantinopoli

### San Matteo
D'origine medievale, annessa allo scomparso monastero dei padri zoccolanti (i cui resti furono completamente demoliti entro la metà del Novecento), la chiesa sorge nel territorio parrocchiale di San Bernardino. L'esterno ha una facciata in pietre squadrate, con un portale definito da capitelli romanici. L'interno, radicalmente ristrutturato nel Settecento e arricchito da una decorazione a stucco di marca napoletana, risulta compromesso dal lungo abbandono e da interventi come la sostituzione della copertura originaria con capriate metalliche a vista. Conserva la statua lignea settecentesca del santo titolare, opera di Gregorio Palmieri.
Secondo la tradizione, san Bernardino dimorò presso il convento, nel cui chiostro avrebbe piantato un albero di melograno. Il convento vantava una farmacia (o spezieria), con annessa infermeria mantenuta dal Monte di Pietà. Tra il 1455 e il 1468 nel cenobio furono redatte alcune regole dell'Ordine. Nel XVI secolo furono sepolti nella chiesa i corpi di due beati, padre Bernardino da Apricena e frate Antonio da Ripa.
La chiesa subì notevoli danni a causa del terremoto del 1627; dopo il terremoto il convento fu restaurato e ampliato, ma nel 1806 fu soppresso. In seguito l'edificio fu di nuovo affidato ai frati, che nel 1859 restaurarono la chiesa. Nel periodo del brigantaggio i frati ricoverarono a proprie spese le truppe governative e nel 1865 cedettero una parte del convento per farne un lazzaretto per i malati di colera. Soppresso definitivamente il convento, la struttura fu adibita a caserma e, durante la seconda guerra mondiale, servì come rifugio a molte famiglie di sfollati. Il comune fece abbattere il convento, ormai in pessimo stato, nel 1956, salvando solo la chiesa e la retrostante sagrestia. Nel 1962 il vescovo Valentino Vailati fece restaurare la chiesa e sopraelevare il pavimento, portandolo al livello della strada.

### Santa Trinità dei Celestini
Legata al potente monastero celestino, che nel XVIII secolo diventa uno tra i più ricchi e prestigiosi cenobi italiani, deve la sua sontuosa veste attuale ai lavori d'ammodernamento del Settecento. La solenne facciata, prospettante sulla piazza maggiore della città, è arricchita da quattro statue in stucco e un ovale con la Vergine e il bambino. Il campanile a vela, in pietra, è medievale ma rimaneggiato nel Settecento (la sommità in laterizio, con copertura a riggiole, è barocca). L'interno è uno straordinario contenitore d'arte: conserva tele di Girolamo Cenatempo e Giuseppe Castellano, statue di Giacomo Colombo (Madonna del Rosario, 1716) e Gregorio Palmieri (Cristo legato alla colonna, 1790), il fastoso organo a canne di Gennaro Bradetta (1701), i quattro altari marmorei laterali realizzati da Crescenzo Trinchese tra il 1777 e il 1778, i preziosi stucchi barocchi e il ricco cenotafio in marmi policromi dell'abate Giuseppe Maria Turco. Sull'altare maggiore è la grande tela solimenesca col Trionfo della Trinità.
È grancia di San Severino e sede dell'Arciconfraternita del Rosario, qui trasferitasi nel 1851 dalla chiesa di san Sebastiano, nonché dei cavalieri del Santo Sepolcro.

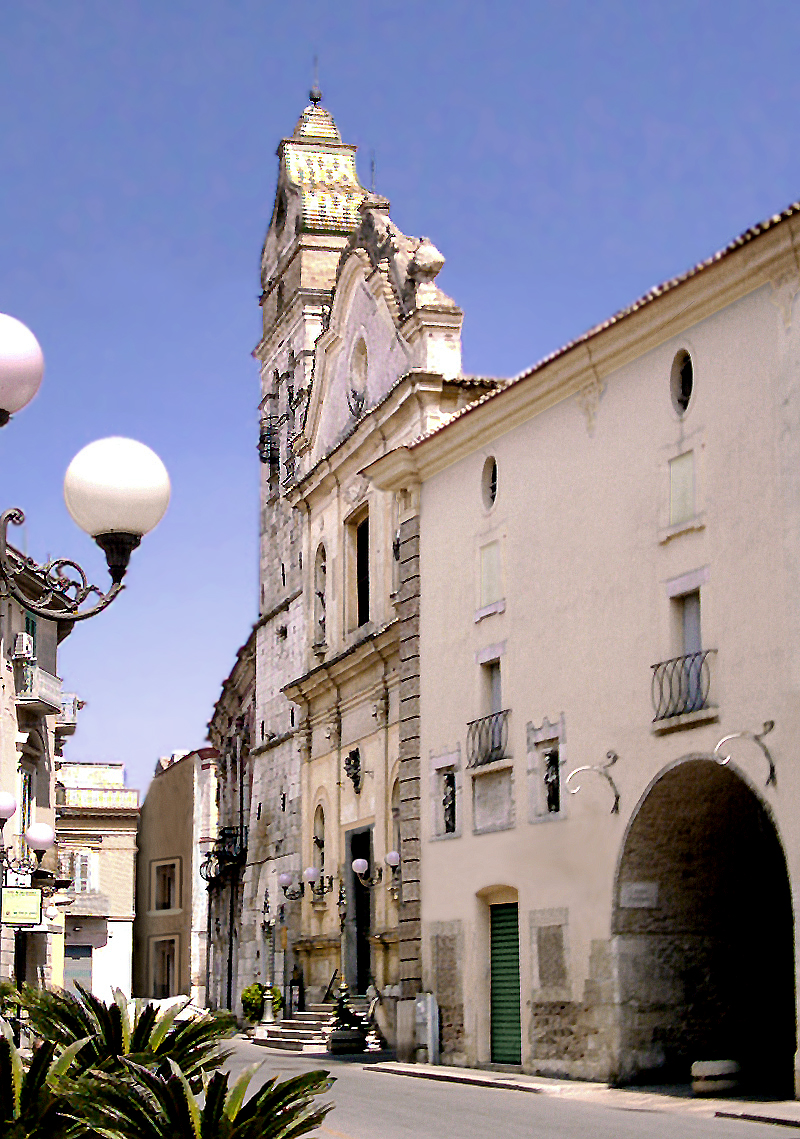
La facciata
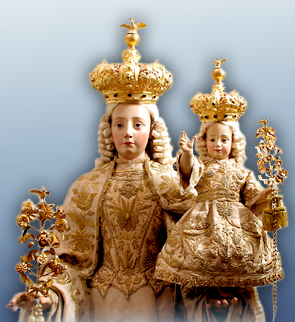
La Madonna del Rosario
Cristo alla colonna (1790), statua di Gregorio Palmieri

### Santa Maria dell'Oliveto
Sorge in campagna, sulla via diretta a Foggia, unico resto del casale medievale di sant'Andrea. Abbandonata nel 1811, la chiesa fu completamente restaurata nel 1855 e divenne luogo di incontro della cittadinanza in occasione della festa della Madonna titolare, che si celebrava il 25 marzo e la domenica seguente quella in albis con processione e corse di cavalli. Dopo la metà del Novecento la festa campestre venne meno e la chiesa fu chiusa al culto, trasferendosi i simulacri che vi si veneravano (quelli della Madonna dell'Oliveto e di sant'Andrea) nella chiesa dell'Immacolata. L'edificio è oggi in stato di abbandono.

## Chiese di recente fondazione
Accanto alle quindici chiese storiche tuttora attive sono aperte al culto sette chiese parrocchiali erette nel corso del Novecento: Sacro Cuore di Gesù, Cristo Re, Madonna della Divina Provvidenza, Immacolata, San Bernardino, Sacra Famiglia e San Giuseppe Artigiano.

## Chiese e monasteri scomparsi
Sono scomparse le chiese storiche di sant'Onofrio, santa Margherita, santa Sofia, san Donato, san Tommaso, santo Stefano, san Biagio, santa Lucia vecchia e la Cappella dello Spirito Santo. Sono scomparsi anche i conventi di santa Chiara e santa Caterina nonché i monasteri dei domenicani, degli agostiniani, dei carmelitani e degli zoccolanti.
I complessi monastici scampati alla distruzione, eccezion fatta per il secentesco convento dei padri cappuccini che tuttora lo abitano, sono sede di istituzioni pubbliche: il monastero dei celestini è sede del municipio, quello delle benedettine del tribunale e di una scuola elementare, quello dei conventuali del museo civico.

## Associazioni di fedeli
Le associazioni pubbliche di fedeli attualmente attive in San Severo sono nove:
- Arciconfraternita dell'Orazione e Morte di Nostro Signore Gesù Cristo (già Congregazione dei Morti o dei Nobili). Fondata nel 1580 e canonicamente eretta nel 1693 (ha ottenuto il regio assenso nel 1758), serve la chiesa della Pietà. I confratelli vestono il sacco nero completo di buffa, con cingolo nero e rosario dell'Addolorata.
- Arciconfraternita di Maria SS. del Soccorso (già Congregazione dei Massari del Soccorso). Fondata e canonicamente eretta intorno al 1680 (regio assenso nel 1777), serve la chiesa di sant'Agostino. I confratelli vestono il sacco bianco, con mozzetta azzurra foderata di rosso e cingolo azzurro.
- Arciconfraternita di Maria SS. del Carmine. Fondata e canonicamente eretta nel 1684, serve la chiesa del Carmine (regio assenso nel 1777). I confratelli vestono il sacco bianco, con mozzetta e cingolo marroni.
- Arciconfraternita di Maria SS. del Rosario. Fondata nel 1711, serve la chiesa della Trinità (regio assenso nel 1777). I confratelli vestono il sacco bianco, con mozzetta nera foderata di bianco, cingolo bianco e rosario nero.
- Arciconfraternita di Sant'Antonio Abate (già Congrega della Carità o della Misericordia). Fondata nel 1867 e canonicamente eretta nel 1868, serve la chiesa di sant'Antonio abate. I confratelli vestono il sacco bianco, con scapolare rosso, mantello e mozzetta neri e cingolo bianco.
- Confraternita del SS. Sacramento. Fondata nel 1610, serve la chiesa di santa Lucia. I confratelli vestono il sacco bianco, con mozzetta e cingolo rossi e fascia bianca con l'emblema del Sacramento.
- Pia Associazione San Severino Abate. Fondata e canonicamente eretta nel 2007, serve la chiesa di san Severino. I confratelli vestono il sacco bianco, con mozzetta gialla foderata di rosso e cingolo rosso.
- Ordine Equestre del Santo Sepolcro di Gerusalemme
- Ordine costantiniano di San Giorgio

Risultano estinte queste congregazioni laicali:
- Congregazione del Sacro Monte della Pietà. Serviva l'ospedale omonimo.
- Congregazione del Crocifisso e di santa Monica, soppressa nel 1778, servì dapprima la chiesa di sant'Agostino e dal 1652 quella di san Nicola.
- Congregazione di Santa Croce, fondata nel XVII secolo, serviva la chiesa del Carmine.
- Congregazione della Santa Croce. Fondata nel 1739, serviva la chiesa omonima.
- Congregazione delle Grazie e del Crocifisso. Soppressa nel 1778, serviva la chiesa di santa Maria delle Grazie.
- Congregazione di sant'Onofrio. Soppressa nel 1778, serviva la chiesa omonima.
- Confraternita delle Grazie. Fondata nel 1800 (regio assenso nel 1803), serviva la chiesa omonima.